# Jedłownicki Potok
Jedłownicki Potok (Potok Jedłownik)  – potok biorący swój początek w Pszowie w powiecie wodzisławskim w Polsce, dopływ Lesznicy. Po 5 kilometrach uchodzi w Wodzisławiu Śląskim do Lesznicy.
Wraz z Potokiem Radlińskim stanowią główny dopływ w górnym biegu Lesznicy.
Do cieku spływa woda m.in. z pszowskich ulic: Pszowskiej, Konopnickiej, część ul. Traugutta oraz innych części miasta. Potok jest silnie zanieczyszczony. Do Potoku zrzucane są ścieki z oczyszczalni w Pszowie. Ilość spuszczanych ścieków była przedmiotem sporu, ostatecznie wydano zezwolenie na spust ścieków w ilości: 1000 m³/dobę w dni bezdeszczowe oraz aż 3000 m³/dobę w dni deszczowe.
Potok Jedłownicki przepływa  przez Pszów, Kokoszyce, Jedłownik i historyczny Radlin, gdzie po kilku kilometrach uchodzi do rzeki Lesznicy. Jako że Potok przepływa przez ww. miejscowości, a następnie woda z cieku wpada do Lesznicy, płynącej przez centrum Wodzisławia Śląskiego oraz do Olzy i Odry, spuszczanie ścieków z oczyszczalni do tak małego cieku jakim jest Jedłownicki Potok budzi kontrowersje. 
Potok należy do skarbu państwa, zarządza nim Śląski Zarząd Melioracji i Urządzeń Wodnych.
Nazwa cieku wywodzi się od miejscowości Jedłownik, obecnie dzielnicy Wodzisławia Śląskiego.